# 大崎上島町

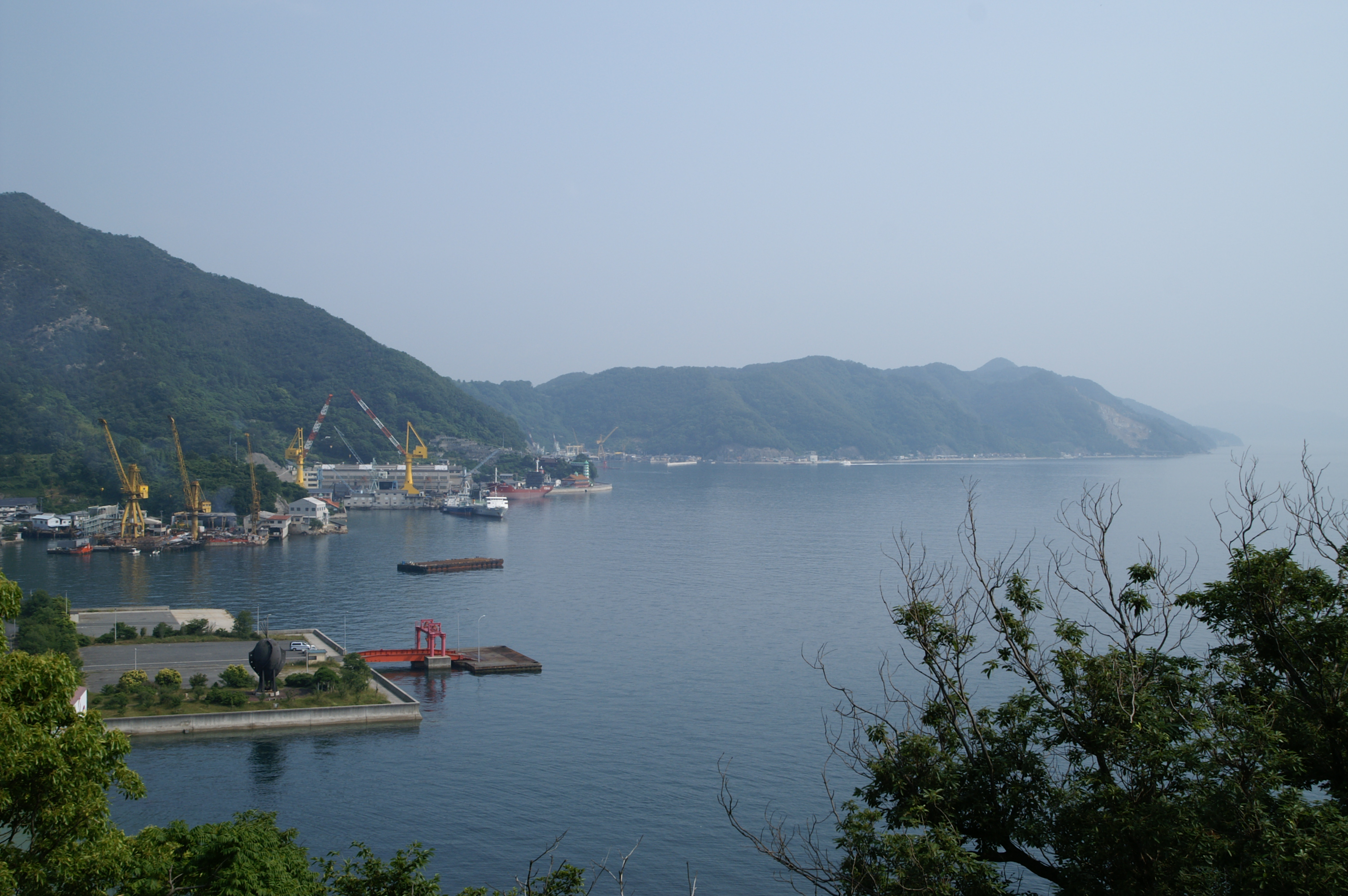
木江港の遠景

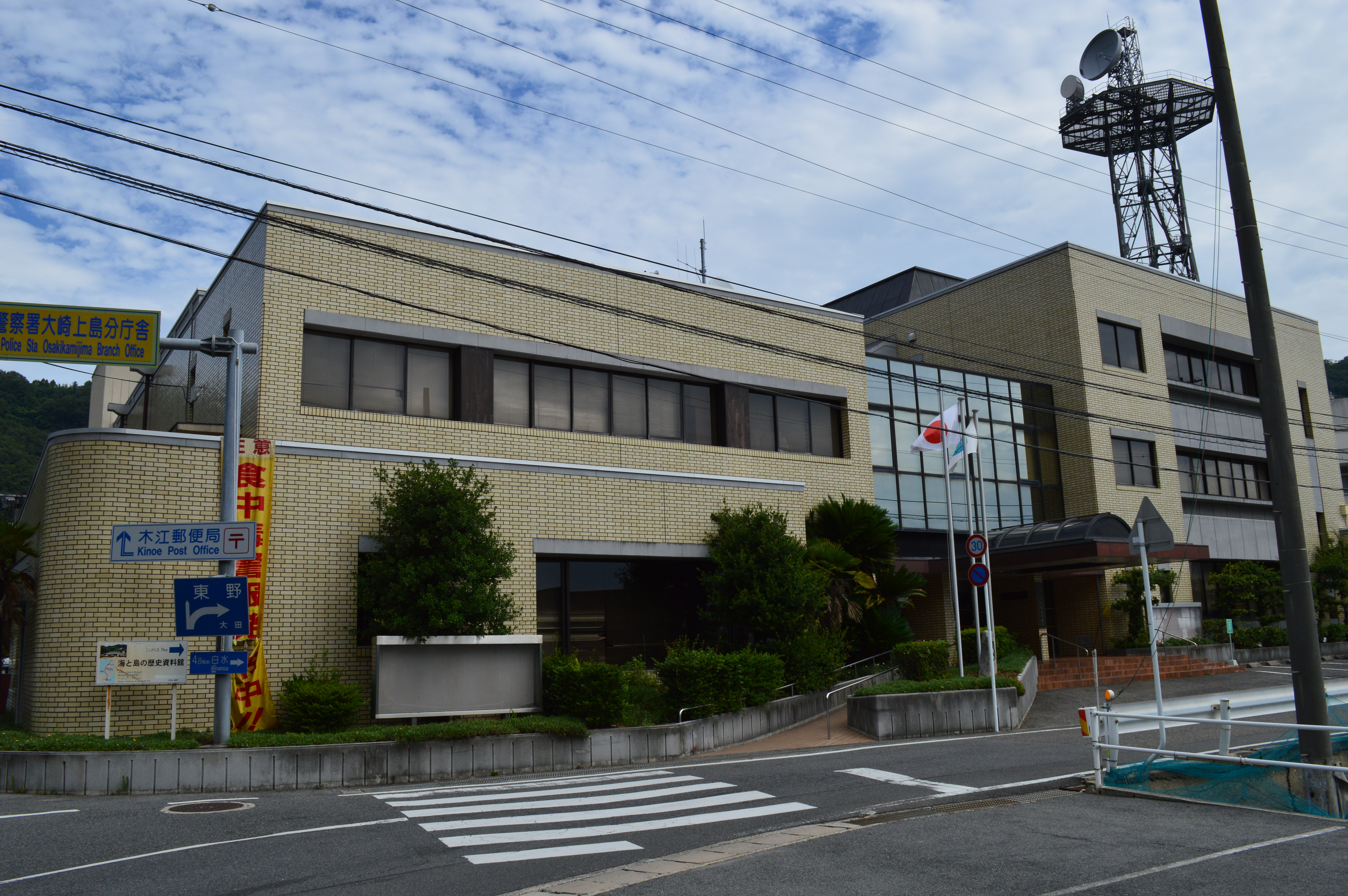
大崎上島町役場木江支所

大崎上島町（おおさきかみじまちょう）は、広島県豊田郡の町。竹原港、安芸津港からのフェリーで約30分の、芸予諸島に位置する大崎上島などを町域とする。造船業が盛んで、島内浦々に造船所がある。みかん、レモン、ブルーベリーの栽培に力を注いでいる。

## 地理
瀬戸内海のほぼ中央にある芸予諸島の大崎上島などを町域としており、海を隔てて、南の愛媛県の大三島や岡村島（いずれも今治市）からは1km、北の広島県の竹原市や安芸津町からは10kmの位置にある。
気候は温暖少雨の瀬戸内海式気候で降雪や降霜の日数は少ない。平地は少なく、切り立った斜面が多い。柑橘類の栽培に適した環境である。また、周辺には多数の無人島が点在し、漁業振興を目的とした保護水面もあった。昭和期には、真珠の養殖も行われていた。国立広島商船高専や中国電力大崎石炭火力発電所、東邦亜鉛契島製錬所がある。
- 東野地区
本州に最も近い島の北東部一帯を占め、大崎上島の玄関口である。有人無人の大小の島を持つ。この地の夕日に映える多島美は絶景である。
- 大崎地区
島の西部一帯を占め、島内の干拓平地のほとんどを有する。故に人口がもっとも多い。
- 木江地区
神峰山系の切り立った南側斜面にあり、愛媛県今治市に属する大三島などと向き合う。

現在の大崎上島の平地は、埋め立てにより造成されたところが多い。伊能大図を参考にすると、大崎地区原下、大西、原田、大串界隈の海岸線が内陸にあることからも理解できる。
なお、大崎上島の伊能大図は行方不明であったが、2004年に発見され、これにより、行方不明になっていた伊能大図が全て明らかになった。

### 海上を隔てて隣接している自治体
- 呉市、竹原市、東広島市
- 愛媛県今治市

## 歴史

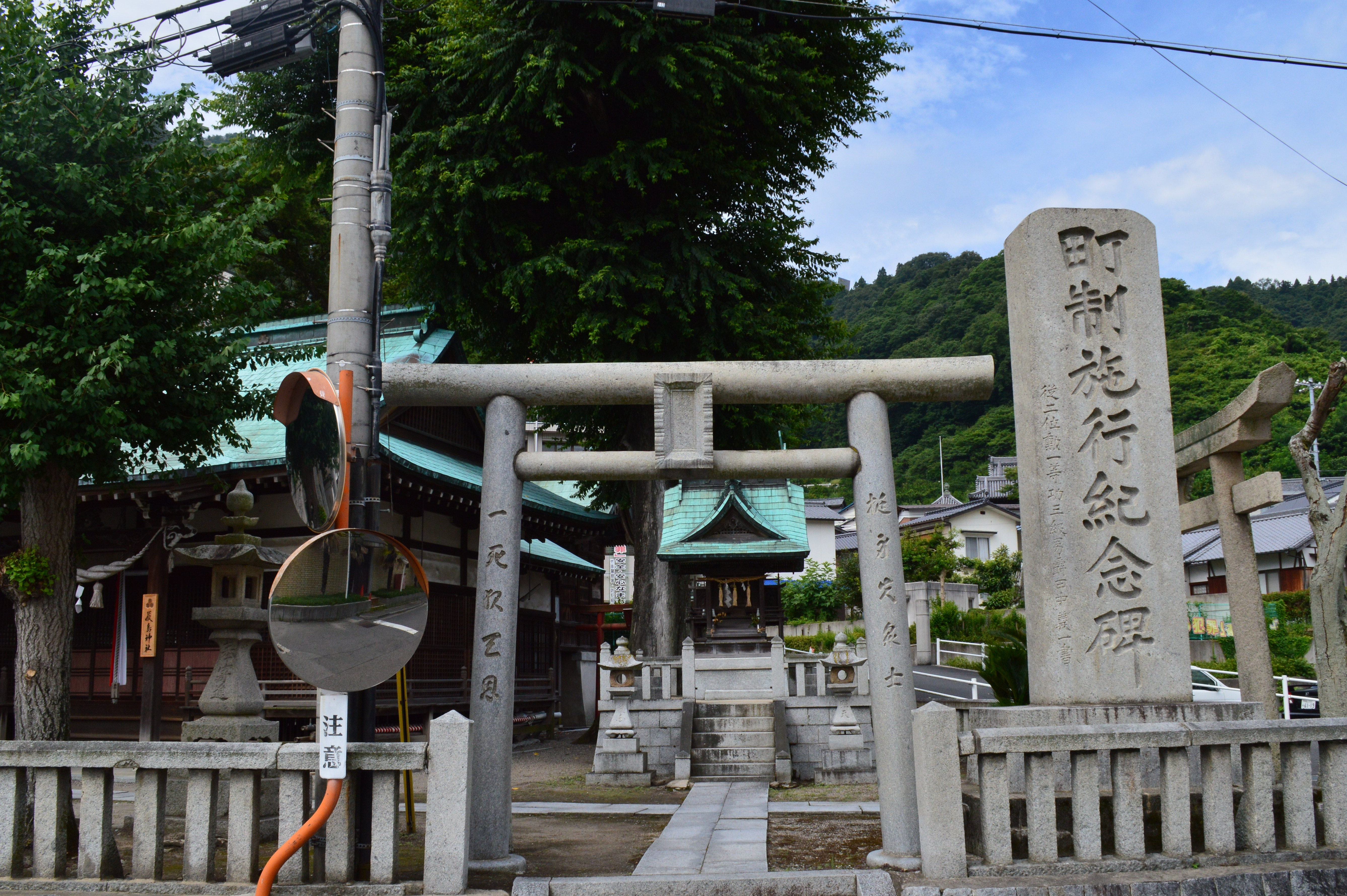
厳島神社

- 近代の大崎上島は、島のおよそ3分の1の面積を占める北東部に東野、島の西部に中野、原田および大串、島の南部に木江、明石および沖浦の地区から構成されていた。
- 本州（竹原）に最も近い東野地区には、伊能忠敬などの逗留が記録されている。
- 厳島神社は畿内より木江に遷宮された後、宮島へ遷宮された。
- 中野、西野（原田および大串）地区が合併し旧大崎町が、東野の一部（岩白）、木江、明石および沖浦が合併し旧木江町が誕生した。
- 東野地区は合併せず、旧東野町となった。
- 平地が少ない木江町と東野町は、柑橘栽培と造船産業が盛んであり、櫂伝馬など祭事に共通点が多い。
- 2003年4月1日 大崎・木江・東野各町が対等合併して成立した。なお、庁舎は、竹原方面への玄関口である旧東野町の庁舎を利用し、町政のほとんどの機能がここに集中している[3]。
- 2018年現在も「豊田郡」に属する唯一の町である（かつて「豊田郡」に属していた安芸津町は東広島市に、本郷町は三原市に、瀬戸田町は尾道市に編入されたため）。
- 映画『東京家族』のロケ地に選ばれた。

## 産業
- 農業

柑橘類
- 漁業

栽培漁業および近海漁業
- 造船

中型鋼船の建造日本一の実績
- 鉛精錬

日本一の鉛などの精錬実績

### 特産品
- いちご
- 上島トマト
- 温州みかん
- ブルーベリー

### 歴史
- 木江地区
  - 厳島神社
- 東野地区
  - 伊能忠敬逗留
  - 種田山頭火逗留
  - 望月圭介ゆかりの大望月邸

### 電気
1912年（大正元年）8月才賀藤吉が事業許可を得ると1915年（大正4年）3月「木の江電気」を設立して東野村に発電所（瓦斯力、30kW）を建設。1916年（大正5年）5月事業を開始した。供給区域は豊田郡東野村、大崎中野村、大崎南村、西野村であった。1920年（大正9年）6月広島呉電力に合併した
2015年（平成27年）1月に、中国精螺がメガソーラー事業に参入し、大串で大崎上島メガソーラー発電所（10MW）の稼働を開始した。

## 姉妹都市・提携都市

### 国内
- 姉妹都市
  - 北海道中頓別町
  - 広島県庄原市（旧高野町）
  - 広島県北広島町（旧大朝町）

- 友好都市
  - 東京都武蔵野市

## 行政
- 町長：谷川正芳（2023年4月27日就任、1期目）
- 副町長：小田博（2023年6月7日[10] - 、任期4年[10]）前・社会福祉法人理事長[10]
- 教育長：佐々木智彦（令和6年7月1日 - 令和9年6月30日）前・海田町教委教育長[11]

## 議会

### 大崎上島町議会
- 定数：10人[12]
- 任期：2025年4月1日 - 2029年3月31日
- 議長：閑田大祐（無所属）
- 副議長：水橋直行（無所属）

## 地域

### 人口
| |                                            |  |
| 大崎上島町と全国の年齢別人口分布（2005年） | 大崎上島町の年齢・男女別人口分布（2005年） |  |
| ■紫色 ― 大崎上島町 ■緑色 ― 日本全国 | ■青色 ― 男性 ■赤色 ― 女性                  |  |
| 大崎上島町（に相当する地域）の人口の推移 \| 1970年（昭和45年） \| 17,872人 \| \| \| 1975年（昭和50年） \| 16,643人 \| \| \| 1980年（昭和55年） \| 15,146人 \| \| \| 1985年（昭和60年） \| 14,101人 \| \| \| 1990年（平成2年） \| 12,190人 \| \| \| 1995年（平成7年） \| 10,854人 \| \| \| 2000年（平成12年） \| 10,131人 \| \| \| 2005年（平成17年） \| 9,236人 \| \| \| 2010年（平成22年） \| 8,448人 \| \| \| 2015年（平成27年） \| 7,992人 \| \| \| 2020年（令和2年） \| 7,158人 \| \| |                                            |  |
| 総務省統計局 国勢調査より |                                            |  |
| 1970年（昭和45年） | 17,872人                                   |  |
| 1975年（昭和50年） | 16,643人                                   |  |
| 1980年（昭和55年） | 15,146人                                   |  |
| 1985年（昭和60年） | 14,101人                                   |  |
| 1990年（平成2年） | 12,190人                                   |  |
| 1995年（平成7年） | 10,854人                                   |  |
| 2000年（平成12年） | 10,131人                                   |  |
| 2005年（平成17年） | 9,236人                                    |  |
| 2010年（平成22年） | 8,448人                                    |  |
| 2015年（平成27年） | 7,992人                                    |  |
| 2020年（令和2年） | 7,158人                                    |  |

### 教育

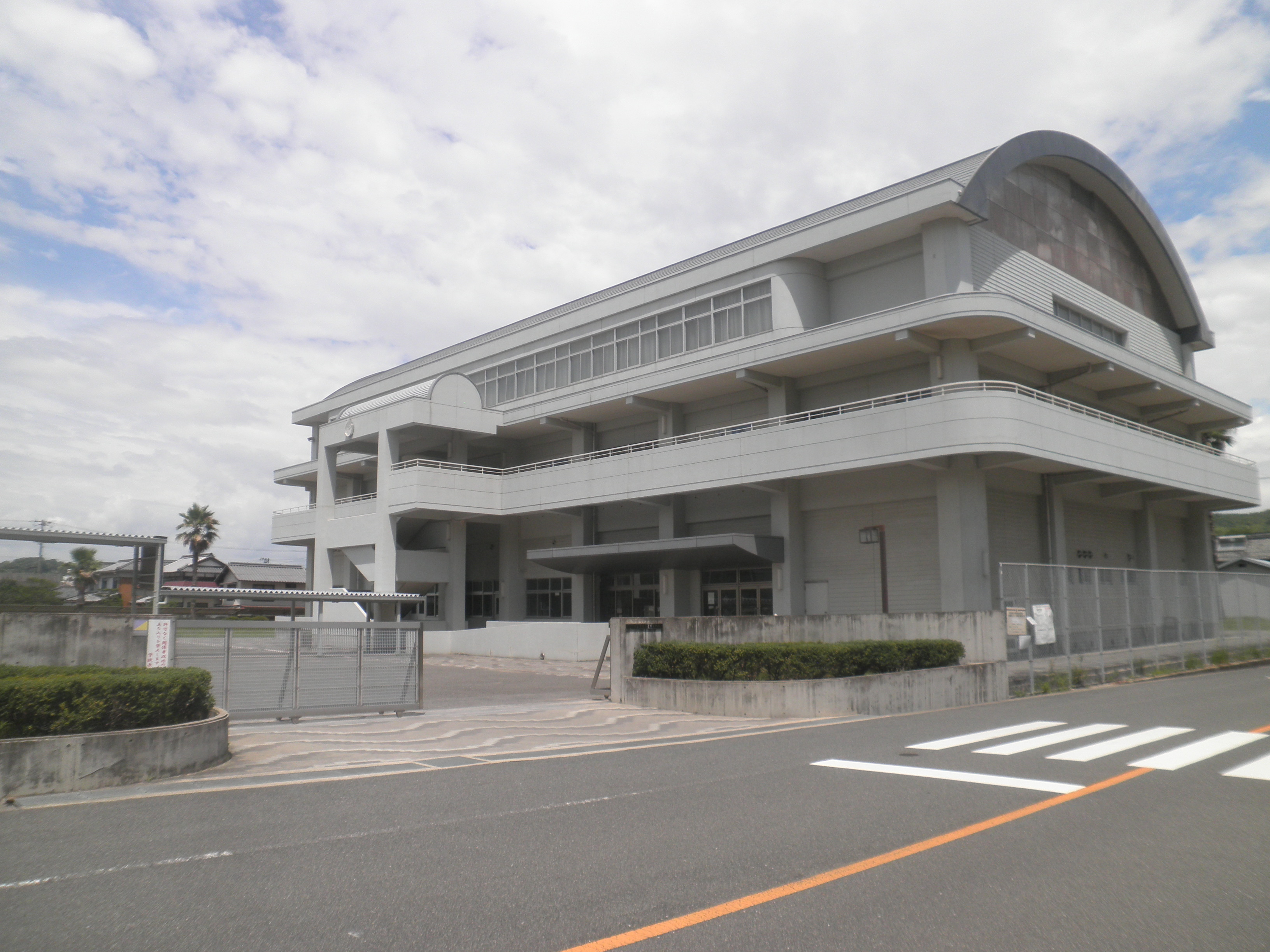
大崎海星高等学校

- 独立行政法人国立高等専門学校機構広島商船高等専門学校
- 広島県立大崎海星高等学校
- 広島県立広島叡智学園中学校・高等学校
- 町立大崎上島中学校
- 町立大崎小学校
- 町立木江小学校
- 町立東野小学校

## 施設
- 竹原警察署大崎上島分庁舎（旧・木江警察署）
- 第六管区海上保安本部呉海上保安部木江分室
- 大崎上島消防署
- 中国電力大崎発電所
- 東邦亜鉛契島製錬所

## 交通

### 港

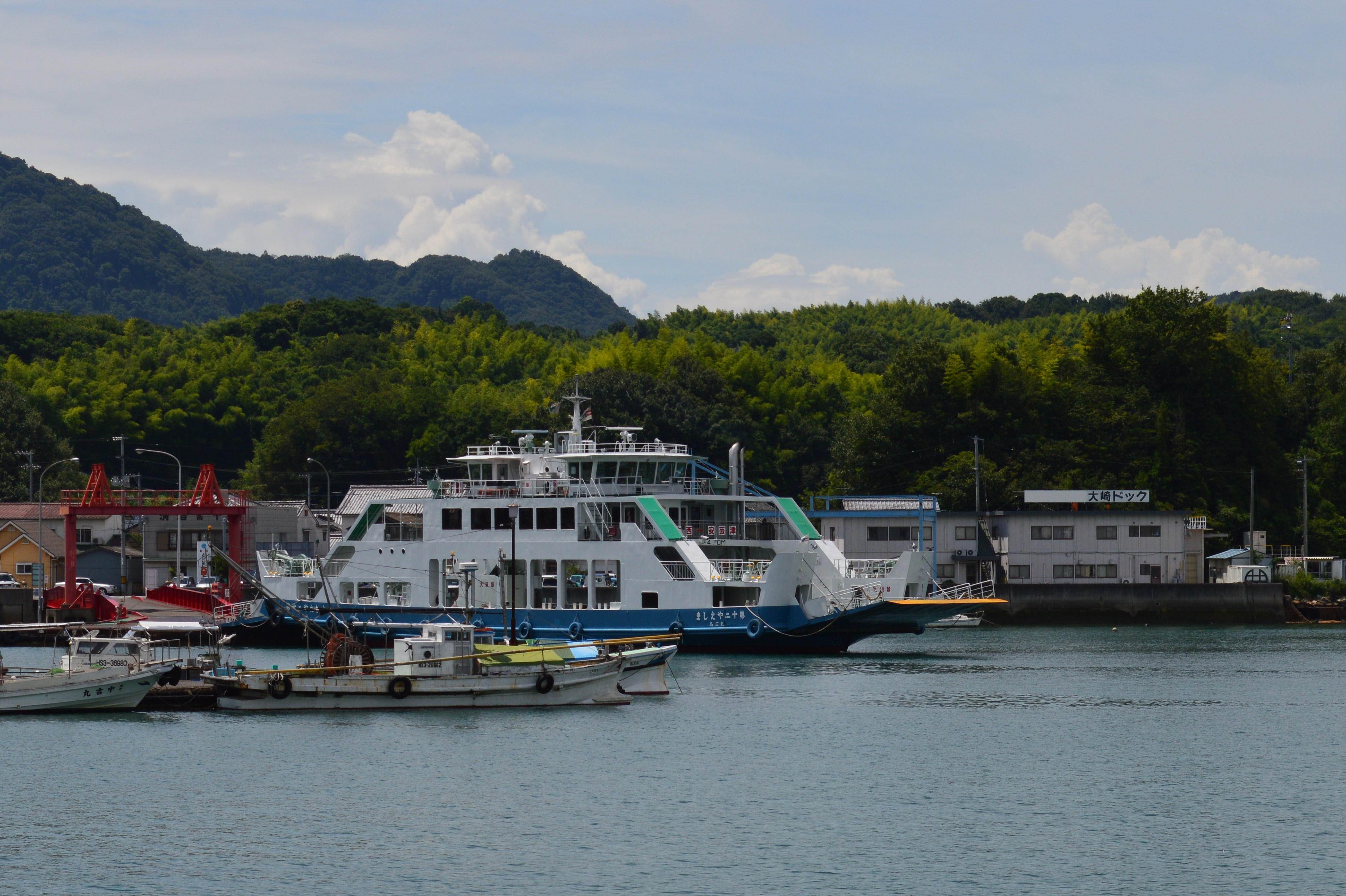
大西港

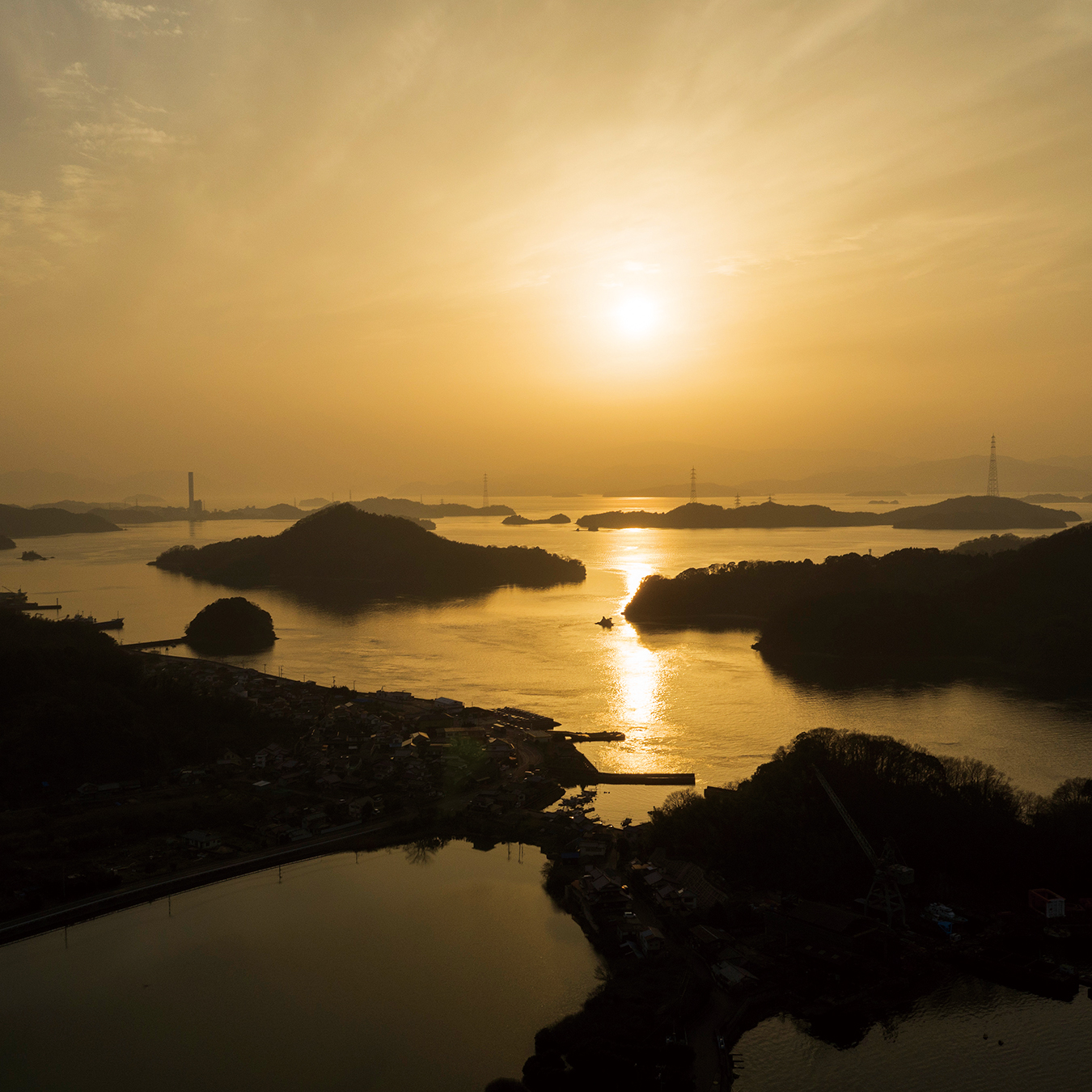
大西港（ファームスズキ上空からの夕日）

- 鮴崎港
  - めばる港
  - 垂水港
  - 白水港
- 木江港（天満・一貫目）
- 大西港大西港（ファームスズキ上空からの夕日）
  - 大串港
- 沖浦港
  - 明石港

### 道路
- 広島県道65号大崎上島循環線
- 広島県道357号大西大西港線
- 広島県道358号大田木江線

### 路線バス
- さんようバス

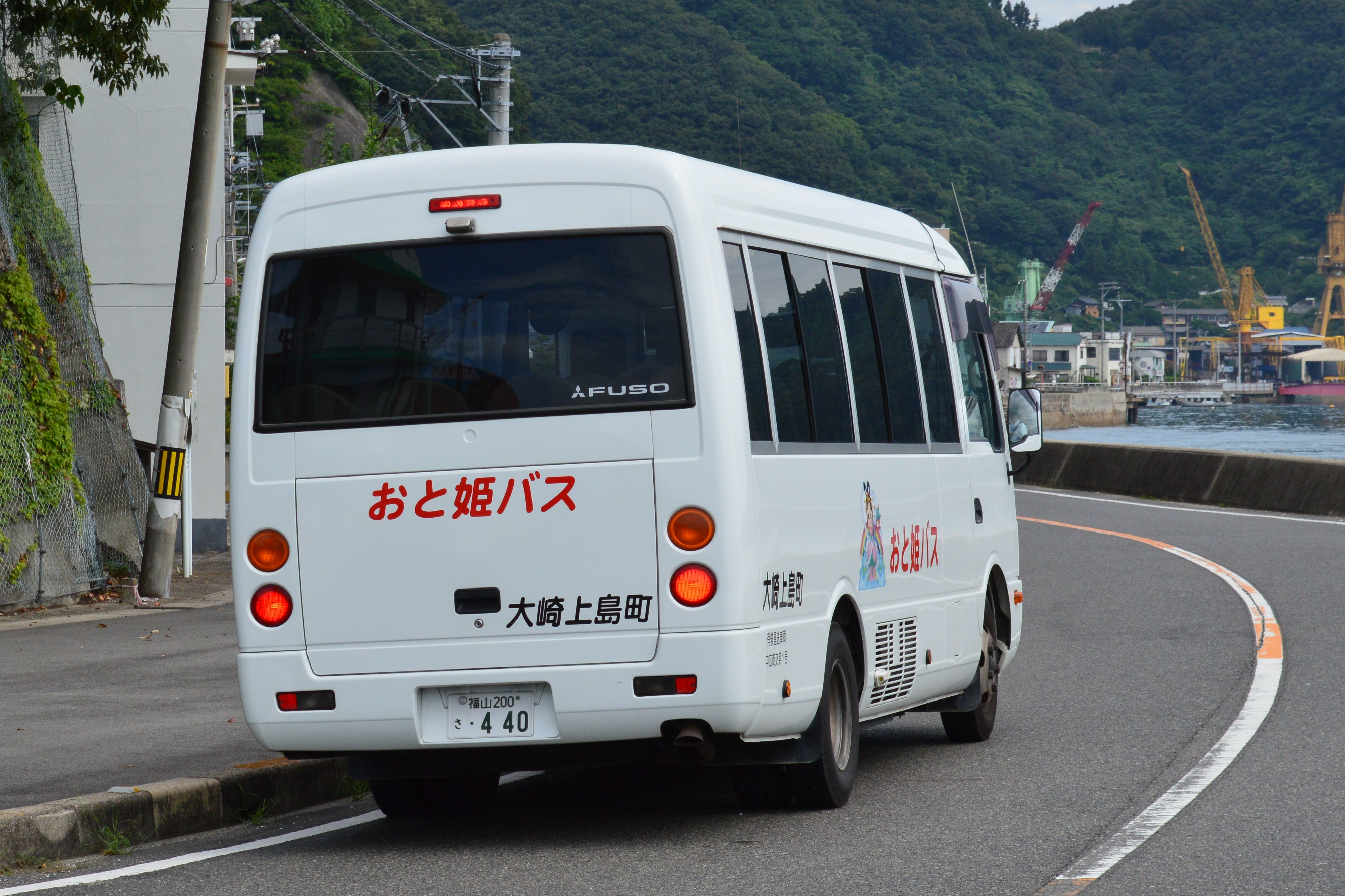
おと姫バス

- 大崎上島町コミュニティバス「おと姫バス」（町有の自家用バスを使用した有償運送、運行管理はさんようバスに委託）

### 航路
- フェリー
  - 白水港・垂水港 - 竹原港
  - 白水港 - 生野島（福浦）- 契島
  - 大西港 - 安芸津港

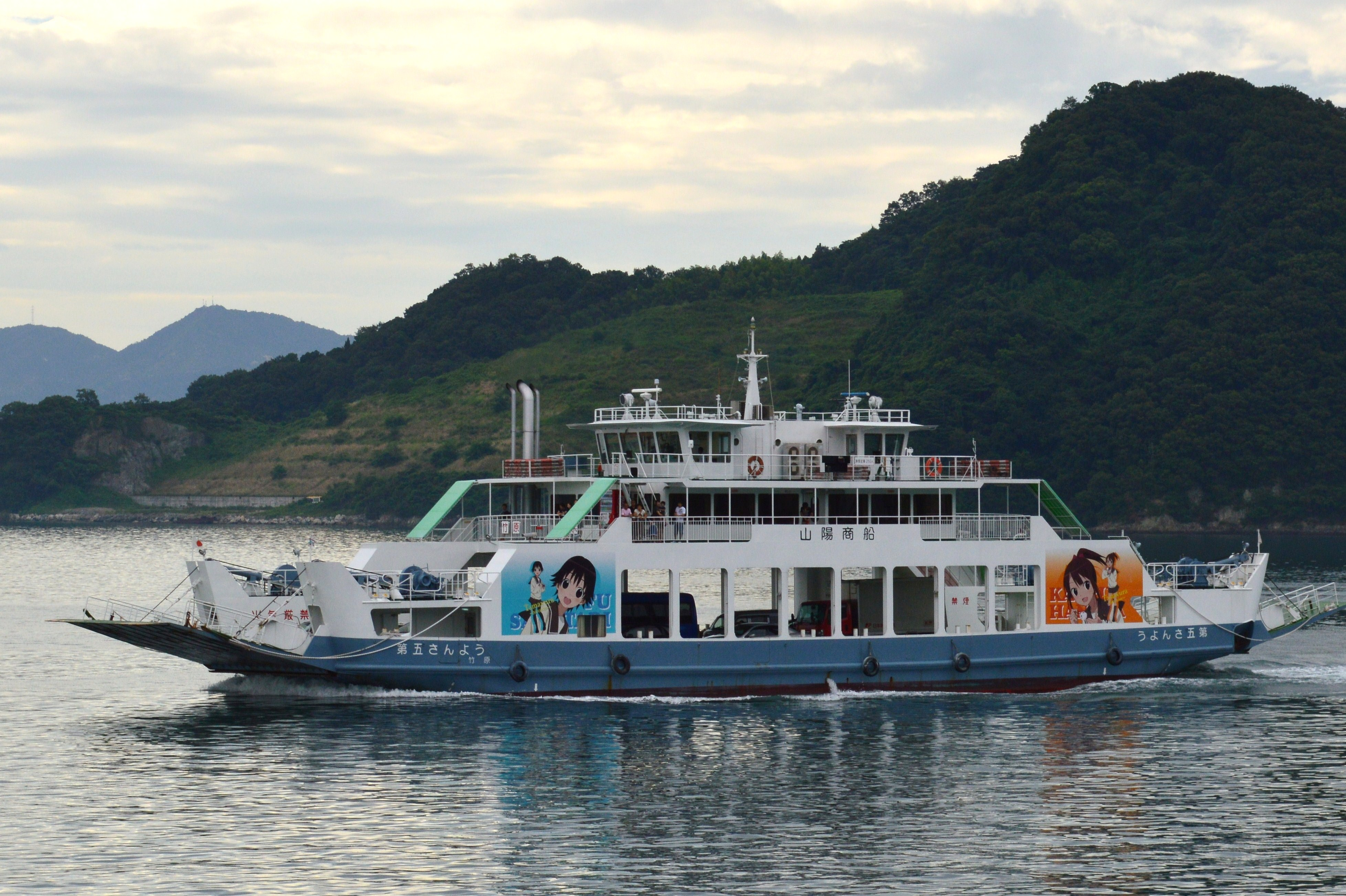
山陽商船、竹原港-大崎上島（垂水港/白水港）間のフェリー。アニメ『たまゆら』のキャラクターが描かれた、たまゆらっぴんぐフェリーである

  - 天満港 - 大三島（宮浦港、宗方港） - 今治港
  - 明石港 - 小長港
  - 契島 - 竹原港
- 高速艇
  - 竹原港 - めばる港 - 木江港（一貫目・天満）- 沖浦港 - 大長港（大崎下島）
  - 天満港 - 大三島（宮浦港、宗方港）- 今治港
- 旅客船
  - 契島 - 竹原内港
  - 契島 - 白水港

## 名所・旧跡・観光スポット・祭事・催事

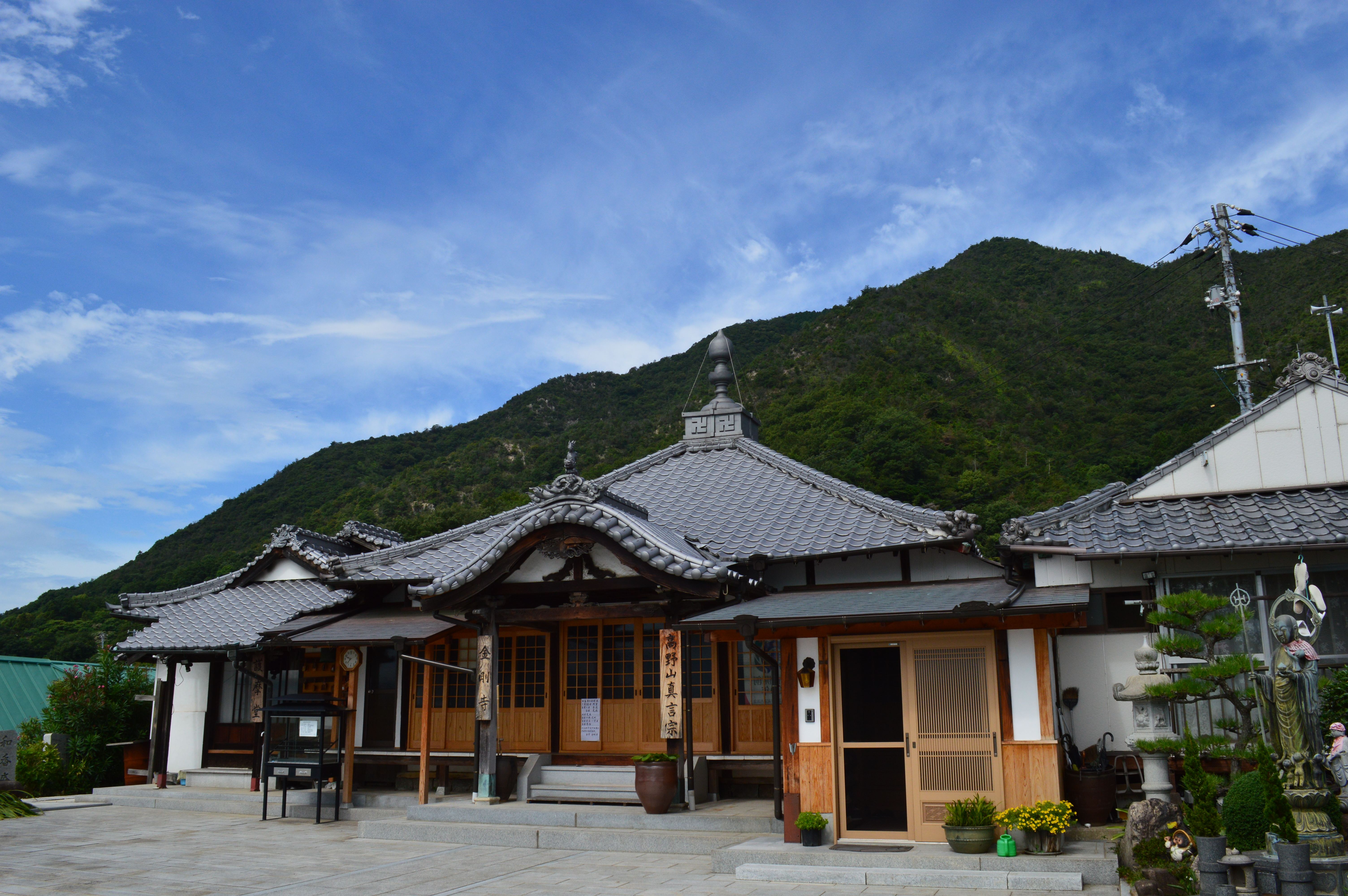
金剛寺と神峰山

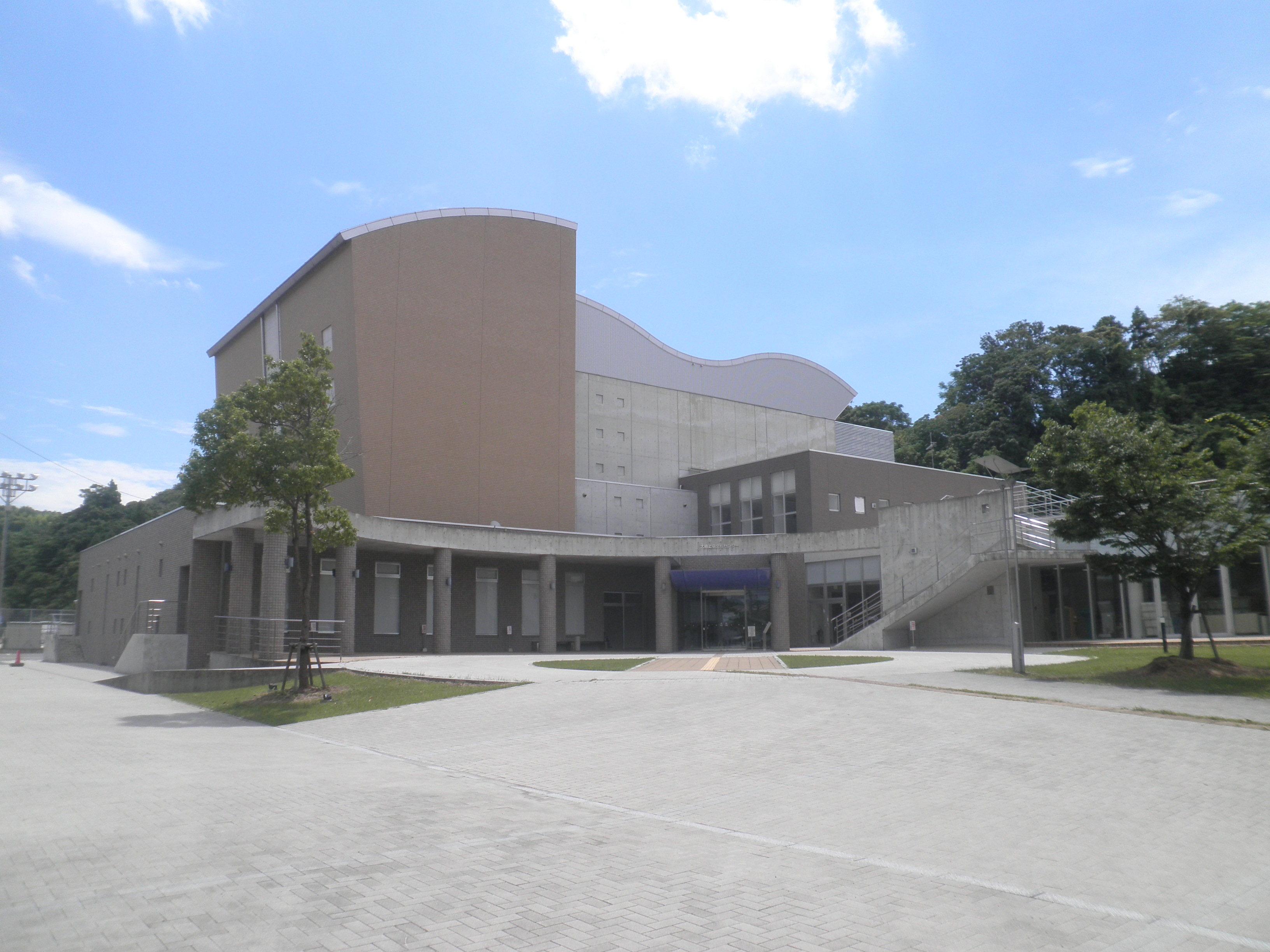
大崎上島文化センター

### 名所・観光スポット
- 大串海水浴場・キャンプ場
- きのえ温泉
- 神峰山
- 大崎上島 海と島の歴史資料館

### 祭事
- 住吉祭
- 十七夜祭
- 八幡神社秋祭
- 産業祭

### 催事
- 大崎上島1周駅伝
- ビーチバレー大会
- アイランドカップ

## 郵便番号
郵便番号は以下の通りとなっている。2006年10月16日・2015年3月2日の再編に伴い、変更された。
- 大崎郵便局：725-03xx、725-02xx、725-04xx

## 著名な出身者
- 望月圭介 - 政治家
- 穂高健一 - 小説家
- 荒井沙織 - フリーアナウンサー、タレント

## 大崎上島町を舞台とする作品
- 映画『東京家族』（2013年) - 山田洋次監督。広島側ロケ地。